# Tom Poes en de sappeljuwelen
Tom Poes en de sappeljuwelen is een ballonstripverhaal uit de stripreeks Tom Poes van Marten Toonder. Het verhaal werd eerst gepubliceerd in het weekblad Revue, en later in albumvorm uitgegeven door Coöperatieve Condensfabriek Friesland. De inkleuringen werden verzorgd door Wim Lensen.

## Samenvatting
Heer Bommel "leent" een zak edelstenen van een boze dwerg, om hem een lesje te leren en om de markies te imponeren. De dwerg ziet dat als diefstal en laat Heer Bommel 's nachts ontvoeren om zijn schuld in te lossen in een grot. Tom Poes komt hem te hulp. Daarna blijkt dat Heer Bommel te veel gehakt heeft, en krijgt hij edelstenen van de dwerg. Maar hij wil ze niet meer hebben en geeft ze aan professor Prlwytzkofsky.

## Achtergrond
De naam Sappels is waarschijnlijk een verwijzing naar het werkwoord sappelen, wat hard werken, zwoegen betekent. Heer Bommel moet sappelen omdat hij gestolen heeft. Zelf ziet hij het echter als lenen.